# It’s Not Unusual
| Оценки критиков | Оценки критиков |
| Источник        | Оценка          |
| --------------- | --------------- |
| AllMusic        | Без оценки      |

«It’s Not Unusual» («Это не необычно») — песня британского певца Тома Джонса. Когда он записал её, он абсолютно никому не был известен. Песня стала большим хитом и сразу сделала его звездой.
Сайт Songfacts называет песню «t’s Not Unusual» классическим случаем так называемого «смыслового диссонанса» (lyrical dissonance) в песнях — под радостную музыку Том Джонс поёт о страшной душевной боли, что он испытывает, когда видит свою бывшую девушку с другим парнем, и говорит, что хочет умереть.
Авторы песни — Лес Рид (классический дирижёр и аранжировщик) и Гордон Миллс (менеджер Тома Джонса). Они изначально предлагали её Сэнди Шоу. На подготовленной для певицы демозаписи пел Том Джонс. Певец вспоминает: «Я только-только начинал [петь], и тут, благослови её Бог, она сказала: „Кто-бы это ни пел сейчас, это его песня“. Найти отличную песню всегда нелегко. а в те времена найти ту, что мне подходит — ну, или подходит к тому, как я чувствую и пою, — было [реально] сложно. Я в долгу перед Сэнди за то, что она была так щедра.»
Том Джонс также рассказывал, что первая версия, что он записал, была ничего особенного. «[…] мой продюсер Питер Салливан говорит: „У тебя большой голос. Просто приятненько — недостаточно. Ты не приятненький.“ (You’ve got a big voice. Nice is not enough. You are not nice!) В результате песня выпрыгнула из колонок и стала хитом.»